# Szóalkotás
A nyelvészetben a szóalkotás terminus a szókészlet gyarapításának fő nyelven belüli eszközét nevezi meg, olyan módok együttesét, amelyekkel új lexémák jönnek létre már meglévő nyelvi anyag alapján.
A szóalkotás alapelemei többféleképpen kerülnek a nyelvbe. Egyesek már eredetileg nyelven belüliek, mint az alapnyelvből származóak, vagy a szóteremtéssel keletkezett szavak, azaz az indulatszók, a hangutánzó szók és a gyermeknyelvi szók. Más alapelemek jövevényszavak.
Az alapelemek jellegét illetően szó lehet szabad vagy kötött morfémát képező szótövekről, egyéb önálló szavakként nem használt szórészletekről, vagy a nyelvben előzőleg szóalkotással keletkezett szavakról.
A szóalkotási módokat többféleképpen lehet csoportosítani.
Két csoportot képeznek egyrészt a spontán módon alkotott szavak (a legtöbb), másrészt a tudatosan létrehozottak. Ez utóbbiak egy részét a spontán szóalkotás módjaival alkotják, másokat tudatos rövidítés útján (például a mozaikszókat).
Ugyancsak két csoportot képeznek egyrészt a lexikalizálódott képződmények, amelyek szótári szókká váltak, másrészt a nem lexikalizálódottak, mint amilyenek az alkalmi szóösszetételek a magyar nyelvben, vagy a legtöbb mozaikszó. Az utóbbiakat egyes nyelvészek nem is tekintik szóalkotással létrejött szavaknak. Az utóbbi csoporthoz tartoznak a szóalkotási módokkal létrehozott becézett keresztnevek is.
Egy másik csoportosítás aszerint van, ahogyan történik a szóalkotás:
- prefixum vagy szuffixum hozzáadása (főleg szóképzés);
- önálló szavak vagy nem önálló szórészek egymáshoz illesztése (főleg szóösszetétel);
- szó vagy szószerkezet megváltoztatása lerövidítéssel vagy ferdítéssel;
- egyéb, lexikalizálódás által követett módok.

Olyan képződmények is vannak, amelyekben vegyülnek szóalkotási módok, például a szórövidülés és a szóképzés.
A szóalkotás a nyelvtörténet vs. aktuális nyelvállapot szempontjából is tekinthető, ugyanis egyes újonnan alkotott szavak helyettesítik az alapjukat, amely elavul és kivész a szókészletből, miközben mások az alapjukkal párhuzamosan élnek az aktuális nyelvben, rendszerint különböző nyelvi regiszterekben.
A szóalkotási módok fontossága különbözik nyelvek között, és egyazon nyelven belül is. Például a német nyelvben a szóösszetétel sokkal fontosabb, mint a franciában, vagy a magyarban a szórövidülés és a betűszóalkotás jóval gyakoribb, mint a szóalakvegyülés vagy a népetimológia.

## Szóalkotási módok

### Szóképzés
A szóképzés az a szóalkotási mód, amellyel affixumnak nevezett toldalékot adnak hozzá az alapelemhez. Az affixum lehet szuffixum (utóképző) vagy prefixum (előképző). Legtöbbször vagy az egyiket, vagy a másikat, olykor mindkettőt egyszerre alkalmazzák. Francia példák: américain ’amerikai’, disparaître ’eltűnni’, imparable ’kivédhetetlen’.
A magyar nyelvészetben szóképzés alatt rendszerint csak utóképző alkalmazását értik, de Kiefer 2006 megállapítja, hogy az igekötős igék alkotása a szóképzéssel mutat rokonságot, amikor az igekötő teljesen elvesztette határozószói jelentését, és csupán igejelleg, illetőleg igeszemlélet kifejezésére szolgál, pl. eljátszadozik, megsimogat, bepontoz.

### Szóösszetétel
A szóösszetétel két vagy több alapelem egymáshoz való illesztéséből áll. Ezek lehetnek önálló szavak, pl. rézkilincs, keljfeljancsi, vagy nem önálló szórészek, például a szóösszerántásban.
Az igekötőkkel kapcsolatban Kiefer 2006 azt is megemlíti, hogy azok, amelyek megtartották a határozószói funkciójukat is, szóösszetétel előtagjával mutatnak rokonságot, pl. újraolvas, továbbtanul, végigfut.
Idetartoznak az ún. álikerszók is, amelyek létező, alakjukban kissé eltérő szavak összetételei, pl. ront-bont, súg-búg.
Teljes szavakból alkotnak tudatosan összetett tulajdonneveket is, főleg cégneveket, pl. (horvátul) nafta ’kőolaj’ + plin ’gáz’ → Naftaplin. Az ilyeneket a magyar nyelvészetben a mozaikszók közé soroljak, pl. Budataxi.

#### Kettőztetés
A szóismétlés is szóösszetétel, és ekkor kettőztetésnek nevezik a magyar nyelvészetben, ha az új szónak más jelentése van, mint az egyedül használt szónak. Példák:
(magyarul) egy-egy, ki-ki, már-már;
(latinul) jamjam ’pont most’, quisquis ’akárki’;
(angolul) goody-goody (fesztelen) ’stréber’ (szó szerint ’jócska-jócska’);
(franciául) cache-cache ’bújócska’ (szó szerint ’eldug-eldug’);
(románul) mai-mai ’már-már’.
(szerbül) gdegde ’itt-ott’ (szó szerint ’hol-hol’).
Egyes összetételek hangutánzó szavak kettőztetésével keletkeznek, a fesztelen regiszterben:
(franciául) bla-bla ’halandzsa, mellébeszélés’ > (magyarul) blabla;
(angolul) blah-blah ugyanaz, anélkül, hogy jövevényszó lenne.

#### Tőismétlés
Ez a szóösszetételi mód a figura etymologica egyik fajtája. Példák:
akarva-akaratlan;
fogyton-fogy;
hetedhét;
holtomiglan-holtodiglan;
körkörös;
körös-körül;
mentek-mendegéltek;
nőttön-nő;
régestelen-régen;
telis-tele.

### Reduplikáció
Reduplikációnak nevezik az angol nyelvű nyelvészetben (reduplication) és a franciában (réduplication) a grammatikai kategóriákat kifejező beszédhang-, szó- és szótag-ismétléseket, de azokat is, amelyekkel új lexémák jönnek létre. Az utóbbi értelemben a szóreduplikáció a magyar nyelvészetben a kettőztetéssel történő szóösszetételnek felel meg.
Olyan nyelvben, mint például a francia, létrejönnek egyszerű szavak szótag-reduplikációval is. Becézett keresztnevek keletkeznek így gyakran, pl. Nanar < Bernard. A dajkanyelvben is így alkotnak felnőttek olyan szavakat, amelyekkel kisgyerekekhez szólnak, pl. dormir ’aludni’ → dodo ’tente’. Ez a szóalkotási mód a szóferdítés kategóriájához is tartozik (lásd lentebb).

### Ikerítés
Egyes nyelvészek szerint az ikerítés is, azaz alakjukban kissé eltérő elemek egymáshoz való illesztése is a szóösszetétel egyik típusa, amikor közülük legalább az egyik nem létezik önálló szóként, pl. izeg-mozog, giz-gaz.
Ezzel szemben Keszler 2000 külön szóalkotási módnak tekinti az ikerítést.

### Rövidítések

#### Szórövidülés
A magyar nyelvészetben hagyományosan szórövidülésnek nevezik az elszigetelt szó csonkítását. Ennek több típusa van: az aferézis, a szinkópa (a haplológiának nevezett altípussal) és az apokopé (beleértve az elvonást is).

##### Aferézis
Ez a csonkítás szó elejéről való rész elhagyásából áll, pl. telefaxol > faxol.

##### Szinkópa
A szinkópa terminus szó belsejéből való szegmens elhagyását nevezi meg, pl. győzedelem > győzelem.

##### Haplológia
A haplológia szinkópaváltozat, amely szóban egymást követő azonos vagy hasonló beszédhangok vagy hangcsoportok közül az egyiknek a kivetése, pl. okvetetlen > okvetlen.

##### Apokopé
Ez a szórövidülés szóvégi szegmens elhagyásából áll, pl. laboratórium > labor.

##### Elvonás
Az elvonás az apokopé speciális típusa, amellyel úgy jön létre új szó, hogy valós vagy vélt képzőt hagynak el róla, pl. füttyent > fütty.

#### Jelentéstapadás
Az elvonás különleges típusának nevezi Gerstner 2006 összetételek és szószerkezetek tagjainak kiválását is, aminek következtében a megmaradó tag átveszi az egész szó vagy szerkezet jelentését: brassói aprópecsenye → brassói, feketekávé → fekete stb. Ezért ezt a szóalkotási módot egyes szerzők jelentéstapadásnak nevezik.

### Lerövidült szavakból való szóalkotás

#### Rövidítéses továbbképzés
A magyar nyelvben a leggyakrabban az apokopé egyidőbeni képzéssel jár, pl. Ferenc > Feri, Ferkó; Teréz > Teri, Terka. Köznevek kicsinyítése is így jön létre, olykor csak a fesztelen regiszterben (pl. csokoládé > csoki), más esetekben ez régebben történt, és csak a kicsinyített alak maradt meg a szóhasználatban, pl. mozgóképszínház > mozi.

#### Mozaikszó-alkotás
Mozaikszó-alkotáson egyes nyelvészek a betűszó-alkotást és a szóösszevonást értik. Mások ezekhez hozzáadják a szóösszerántást és a szóalakvegyülést mint a szóösszevonás típusait.

##### Betűszó-alkotás
A betűszó szószerkezetet képező szavak kezdőbetűinek az összeolvasásából adódik. Ezek között egyeseket szokásos szóként lehet kiejteni (pl. Semmelweis Orvostudományi Egyetem → SOTE), mások a betűk nevének a kiejtéséből tevődnek össze, pl. Ferencvárosi Torna Club → FTC [eftécé].

##### Szóösszevonás
A szóösszevonás egyik típusa szószerkezet rövidítése úgy, hogy általában meghagynak egy-egy kezdeti részletet az összetevőiből, olykor egy egész szót is, pl. Főtaxi < Fővárosi Autótaxi. Legtöbbször a lexikai jelentésű egyszerű szavakból és összetett szavak tagjaiból maradnak meg részletek. Ezek írásban olykor csak egynél több betűből állnak (pl. Építőipari Szövetkezet → Épszöv), máskor ilyenekből és legalább egy kezdőbetűből (pl. Magyar Hajózási Részvénytársaság → Mahart), megint máskor egy-egy szó vagy összetett szóhoz tartozó tag nincs képviselve. Mindegyik esetben az eredményezett részletcsoport egybeejtett, úgy mint a szokásos szavak.

##### Szóösszerántás
A szóösszerántás új szó alkotása két egymástól eltérő jelentésű szóból úgy, hogy az egyik első része a másik végső részével egyesül, pl. citrom + narancs → citrancs.

##### Szóalakvegyülés
A magyar nyelvészetben szóalakvegyülésnek, szóvegyülésnek vagy szókeveredésnek nevezik azt a véletlen vagy tudatos szóalkotási módot, amely során két azonos vagy rokon értelmű szó elemei összekeverednek egymással úgy, hogy az egyik első része a másik végső részével egyesül. Az így létrejött új szó jelentése megegyezik az alapszavakéval, pl. ordít + kiabál → ordibál.

### Szóferdítések
Egyes új szavak meglévők ferdítésével keletkeznek. Egyes ferdítések spontán jelenségek, mások tudatosak.

#### Népetimológia
A népetimológia vagy szóértelmesítés spontán szóferdítés. Ezzel a beszélő szokatlan, többnyire idegen szót már meglévő ismert szóhoz (szavakhoz) tesz hasonlóvá. Például a magyar nyelv átvette az északolasz ribalta ’színpad’ szót, és a rivall ige, valamint a -da képző hatására a szóhasználat a rivalda alakra ferdítette.
A népetimológia egy másik típusa egyes szószerkezetek tagjai közötti határ újraértelmezése. Például az angol nyelvben adder egyes kígyófajok elnevezése. Az óangolban ez naddre volt, határozatlan névelővel a naddre, majd ezt a szószerkezetet an adder-ként értelmezték.

#### Tudatos szóferdítés
Egyes szóferdítések viccből történnek, és az így keletkezett szavak nem lexikalizálódnak, pl. agronómus > ugrómókus.
Egyéb ferdített szavak az alapszó eufemizmusát képezik, mint a francia Diable! ’ördög’ felkiáltás, amelyből Diantre! lett.
A francia tolvajnyelvben olyan szavakat is alkottak, amelyek a népi, majd a fesztelen nyelvi regiszterbe kerültek. Az alábbi módszerekkel keletkeztek:
- szó végső részének helyettesítése: fromage ’sajt’ > frometon;
- szó lerövidítése és -o hozzáadása: apéritif ’aperitif’ > apéro;
- titkos nyelvezetek szabályai szerint való ferdítés:
  - largonji (az első mássalhangzó helyettesítése l-lel, és áttevése a szó végére): fou ’bolond’ > louf;
  - verlan (szó első és végső részének a felcserélése): pourri ’rothadt, korrupt’ > ripou;
  - javanais (egy bizonyos szótag, gyakran av beiktatása a szavakba): gros ’kövér’ > gravos.

### Egyéb szóalkotási módok

#### Köznevesülés
Egyes tulajdonnevek köznevekké válnak a retorikában metonimikus antonomáziának nevezett jelenség nyomán. Különböző lexikalizálódási fokot mutatnak. Némelyek annyira lexikalizálódottak, hogy az eredeti tulajdonnév kivész a beszélők tudatából. Ez lehet személynév, márkanév vagy földrajzi név. Példák:
(magyarul) zserbó – sütemény neve, Gerbeaud Emil nevéből;
(angolul), (franciául) jersey – textilanyag neve, a Jersey-sziget nevéből;
(románul) drujbă – a láncfűrész fesztelen regiszteri neve, az orosz Дружба (Druzsba) ’barátság’, az első, Romániába a Szovjetunióból behozott láncfűrészek márkanevéből.

#### Elemszilárdulás
Az elemszilárdulás terminus többelemű, lexikai és grammatikai morfémák szerkezetének a lexikalizálódását nevezi meg. A magyar nyelvben a grammatikai elemek toldalékok (jelek és ragok). Példák:
- főnév + birtokos személyjel: fehérje;
- ragozott ige: tessék mint mondatszó;
- komplex morfémaszilárdulás: me- (igető) + -het (ható ige képzője) + -né (a feltételes mód jele) + -k (személyrag) + -je (birtokos személyjel) → mehetnékje, a mehetnékje van szókapcsolatban.

A francia nyelvben másféle grammatikai morfémák vesznek részt az elemszilárdulásban. Például a le lendemain ’másnap’, mindig határozott névelővel használt határozószó régebben l’endemain volt. A latin nyelvből való fejlődés során a szóba még előbb két elöljárószó is került, a de és az en.

#### Szóhasadás
A magyar nyelvészetben számbaveszik szóalkotási módként a szóhasadást is, azaz egy szó hangalaki változatainak egymástól való szétválását jelentésük szempontjából annyira, hogy külön szótári szavakká válnak. Például valamikor a szarv szónak két jelentése volt, mégpedig „1. köröm, toll, pikkely stb. anyaga; 2. némely emlős fején kinövő szaruképződmény”, és ugyanakkor még egy hangalakja, szaru. Idővel mindegyik változathoz csak az egyik jelentés társult: a szaru-hoz az első, a szarv-hoz a második.

#### Alapmorféma nélküli szóalkotás
Ritka ugyan, de van minden alapmorféma nélküli tudatos szóalkotás is, például a Kodak márkanév. Ilyen az SOS betűszó is, amely csupán egy morzekóddal alkotott vészjelzés átírása. Csak azért választották ki a megfelelő morzejel-kombinációt, mert könnyen lehet vele kommunikálni. Francia népdalokban vannak teljesen értelmetlen szavakból álló refrének, pl. Tra deri dera; Lon lon laire; La faridondaine, lafaridondon. Magyar dalokban ilyenek a Ladi-ladi-lom, Tillárom haj refrének.